# Egaleo AO Athen
Der griechische Sportverein Egaleo A.O. (griechisch Αθλητικός Όμιλος Αιγάλεω, international oft auch FC Egaleo) ging 1946 aus einer Fusion von vier Vereinen hervor, u. a. aus dem 1931 von Dimitrios Chaniotis und Georgios Aronis gegründeten Verein Athlitiki Enosi Ierapoleaos. Beheimatet ist der Verein im westlich vom Athener Stadtzentrum gelegenen gleichnamigem Vorort Egaleo. Die Vereinsfarben sind blau-weiß. Zu den bedeutendsten Sportabteilungen des Vereins gehören die des Fußballs sowie Basketballs.

## Fußball
Im Jahre 1961 ist der Verein zum ersten Mal in die erste griechische Liga aufgestiegen.
Der bislang größte Erfolg war der vierte Platz in der ersten griechischen Liga in der Saison 1970/71 sowie die UEFA-Cup-Teilnahme in der Saison 2004/05. Seine Heimspiele trägt der Verein im 2005 runderneuerten Stavros Mavrothalassitis Stadion welches 12.000 Zuschauer fasst. 2007 stieg Egaleo in die zweite griechische Liga ab und wurde in den folgenden drei Jahren bis in die Viertklassigkeit durchgereicht.

### Trainer
- Stéphane Demol (2004)

## Basketball
| Vereinsdaten – Abteilung Basketball | Vereinsdaten – Abteilung Basketball |
| ----------------------------------- | ----------------------------------- |
| Vereinsfarben                       | Blau – Weiss                        |
| Gründung                            | 1956                                |
| Spielstätte                         | EAK Egaleo (1.200 Plätze)           |

Nachdem die 1956 gegründete Basketballabteilung von Egaleo 2001 lediglich in der vierten griechischen Liga gespielt hatte, schaffte es der Verein innerhalb von nur sechs Jahren unter dem Trainer Dimitrios Karvelas in die A1 Ethniki aufzusteigen. Garant für Egaleos Leistungen war vor allem die Konstanz, auf die man beim Athener Verein setzte. Nach drei Spielzeiten in der ersten Liga stieg der Verein 2009 in die A2 Ethniki und 2010 in die B-Liga ab.